# Sartène
Sartène (korzijsko Sartè) je naselje in občina v jugovzhodni francoski regiji - otoku Korziki, podprefektura departmaja Južne Korzike. Leta 1999 je naselje imelo 3.410 prebivalcev.
Sartène je dal ime enemu izmed južnokorziških dialektov sardinskega jezika.

## Geografija
Kraj leži na jugozahodu Korzike med obalo Sredozemskega morja in gorato notranjostjo. Središče kraja se nahaja okoli trga Place de la Liberation (nekdanji Place Porta), ob katerem se nahaja tudi Marijina cerkev.

## Uprava
Sartène je sedež istoimenskega kantona, v katerega so poleg njegove vključene še občine Belvédère-Campomoro, Bilia, Foce, Giuncheto, Granace in Grossa s 3.863 prebivalci.
Naselje je prav tako sedež okrožja, v katerem se nahajajo kantoni Bonifacio, Figari, Levie, Olmeto, Petreto-Bicchisano, Porto-Vecchio, Sartène in Tallano-Scopamène s 33.672 prebivalci.

## Zgodovina
Zgodovina kraja sega nazaj v srednji vek. Eden glavnih dogodkov v krajevni zgodovini je bil gusarski napad iz severnoafriške obale leta 1583, po katerem je bilo odpeljanih 400 prebivalcev kraja. Podobni napadi so se dogajali vse do 18. stoletja.

## Zanimivosti
- stražni stolp - l'échauguette, simbol kraja,
- Place de la Liberation z Marijino cerkvijo, spomenikom mrtvim in kipom Pasquala Paolija, korziškega voditelja,
- Na ozemlju občine se nahaja več stolpov iz časa Genovske republike: Torra di Roccapina, Torra di Senetosa, Torra di Tizzà, prav tako številna arheološka najdišča: A Figa, Apazzu, Cardiccia, Casteddu di Puzzonu, Cauria, Funtanaccia, Paddaghju, Rinaghju, Stantari.